# Hassane Bandé
Boureima Hassane Bandé (nascut el 30 d'octubre de 1998) és un futbolista professional burkinés que juga de davanter per l'AFC Ajax de l'Eredivisie.